# دايرو مورينو
دايرو ماوريسيو مورينو غاليندو (بالإسبانية: Dayro Moreno)‏، من مواليد 16 سبتمبر 1985 في توليما في كولومبيا، لاعب كرة قدم كولومبي.
بدأ مسيرته الكروية مع نادي أونس كالداس في عام 2003، ولعب معهم حتى عام 2007، وشارك معهم في 136 مباراة وسجل 57 هدف، وفي عام 2006 أعير إلى نادي أتلتيكو بارانينسي البرازيلي، ولعب معهم مباراتين وسجل هدف واحد، ومنذ عام 2008 وهو يلعب مع نادي ستيوا بوخاريست الروماني.
منذ عام 2006 وهو يلعب مع منتخب كولومبيا لكرة القدم.

## مسيرته الكروية
لعب دايرو مورينو خلال مسيرته الاحترافية مع 8 أندية في أربعة وعشرون موسمًا وسجل خلالها 217 هدف ضمن 495 مباراة. حيث فاز في موسم واحد بالكأس وفي ثلاثة مواسم بالدوري.
خاض دايرو مورينو مسيرته مع نادي أونس كالداس في موسم 2003 في المرة الأولى ليلعب معه خمسة مواسم ثم في موسم 2010 واستمر معه طيلة ثلاثة مواسم، مشاركًا طوالها في 193 مباراة سجل خلالها 83 هدفًا. ثم انتقل إلى نادي ستيوا بوخارست في موسم 2007–08 واستمر معه طيلة ثلاثة مواسم، حيث شارك في 44 مباراة سجل خلالها 9 أهداف. لينتقل بعدها إلى نادي تيخوانا في موسم 2011–12 في المرة الأولى لمدة موسم واحد ثم في موسم 2014–15 واستمر معه طيلة ثلاثة مواسم، مشاركًا طوالها في 93 مباراة سجل خلالها 46 هدفًا. ثم انتقل إلى نادي أتلتيكو جونيور في عامي 2012-2014 ولمدة موسمين، مشاركًا في 38 مباراة سجل خلالها 11 هدفًا. هذا وانتقل لاحقًا إلى نادي ميلوناريوس في عامي 2013-2015 ولمدة موسمين، مشاركًا في 41 مباراة سجل خلالها 28 هدفًا. ثم انتقل بعدها إلى نادي أتلتيكو ناسيونال في عامي 2017-2019 ولمدة موسمين، مشاركًا في 55 مباراة سجل خلالها 35 هدفًا. ليعود وينتقل من جديد، لكن هذه المرة إلى نادي تاليريس كوردوبا في موسم 2018–19 ولمدة موسمين، مشاركًا في 29 مباراة سجل خلالها 4 أهداف.

## روابط خارجية
- دايرو مورينو على موقع الاتحاد الدولي (مؤرشف)  (الإنجليزية)
- دايرو مورينو على موقع الاتحاد الأوربي (الإنجليزية)
- دايرو مورينو على موقع قاعدة بيانات كرة القدم.إي يو (الإنجليزية)
- دايرو مورينو على موقع ناشيونال فوتبول تيمز (الإنجليزية)
- دايرو مورينو على موقع Soccerway.com (الإنجليزية)
- دايرو مورينو على موقع عالم كرة القدم.نت (الإنجليزية)
- دايرو مورينو على موقع كووورة
- دايرو مورينو على موقع AS.com (الإسبانية)